# 羅聽餘
羅聽餘（1883年？月？日—？年？月？日），字綽裕，廣東省廣州府東莞縣人，宣統二年工科進士，曾留學美國學校。

## 生平
光緒三十年(1910年)三月，由兩廣學務處派赴美國留學。
後改赴英國里茲大學染織科。
宣統二年(1910年)九月二日，內閣奉上諭：羅聽餘著賞給工科進士。
宣統三年(1911年)，授職翰林院檢討。
民國初年，任職北京工業專門學校。
民國二十七年(1938年)，派為廣東省營蔴織廠廠長。

## 著作
- 「調查報告-羊毛論」，留英學生羅聽餘王家鸞上出使英國大臣書，《商務官報》，光緒三十四年（1908年）戌申第16期
- 「調查北京地毯工業報告」，羅聽餘，《勸業叢報》，1921年第l卷第3期，第8頁
- 「呢絨製造預算之商榷」，羅聽餘，《工學季刊(北平)》，1934年第1-2期
- 「廣東紡織廠之緣起及其將來」，羅聽餘，《工學季刊(北平)》，1935年第1期
- 「尼絨製造預算之商榷」，廣東省立紡織廠廠長;羅聽餘，《現代生產雜誌》，1935年第2期